# Mark van der Maarel
Mark van der Maarel est un footballeur néerlandais, né le 12 août 1989 à Arnhem. Il évolue au poste d'arrière droit au FC Utrecht.

## Palmarès
Vierge

## Statistiques
| Saison    | Club       | Pays       | Championnat       | Coupes nationales | Coupes d'Europe |
| --------- | ---------- | ---------- | ----------------- | ----------------- | --------------- |
| 2009-2010 | FC Utrecht | Eredivisie | 18 matchs         | 1 match           | -               |
| 2010-2011 | FC Utrecht | Eredivisie | 5 matchs          | 3 matchs          | 1 match (C3)    |
| 2011-2012 | FC Utrecht | Eredivisie | 21 matchs         | -                 | -               |
| 2012-2013 | FC Utrecht | Eredivisie | 32 matchs         | 5 matchs          | -               |
| 2013-2014 | FC Utrecht | Eredivisie | 29 matchs         | 4 matchs          | 2 matchs (C3)   |
| 2014-2015 | FC Utrecht | Eredivisie | 23 matchs / 1 but | -                 | -               |
| 2015-2016 | FC Utrecht | Eredivisie | 32 matchs / 1 but | 8 matchs          | -               |
| 2016-2017 | FC Utrecht | Eredivisie | 15 matchs / 1 but | 1 match           | -               |

Dernière mise à jour le 20/02/2017